# Telecom Argentina

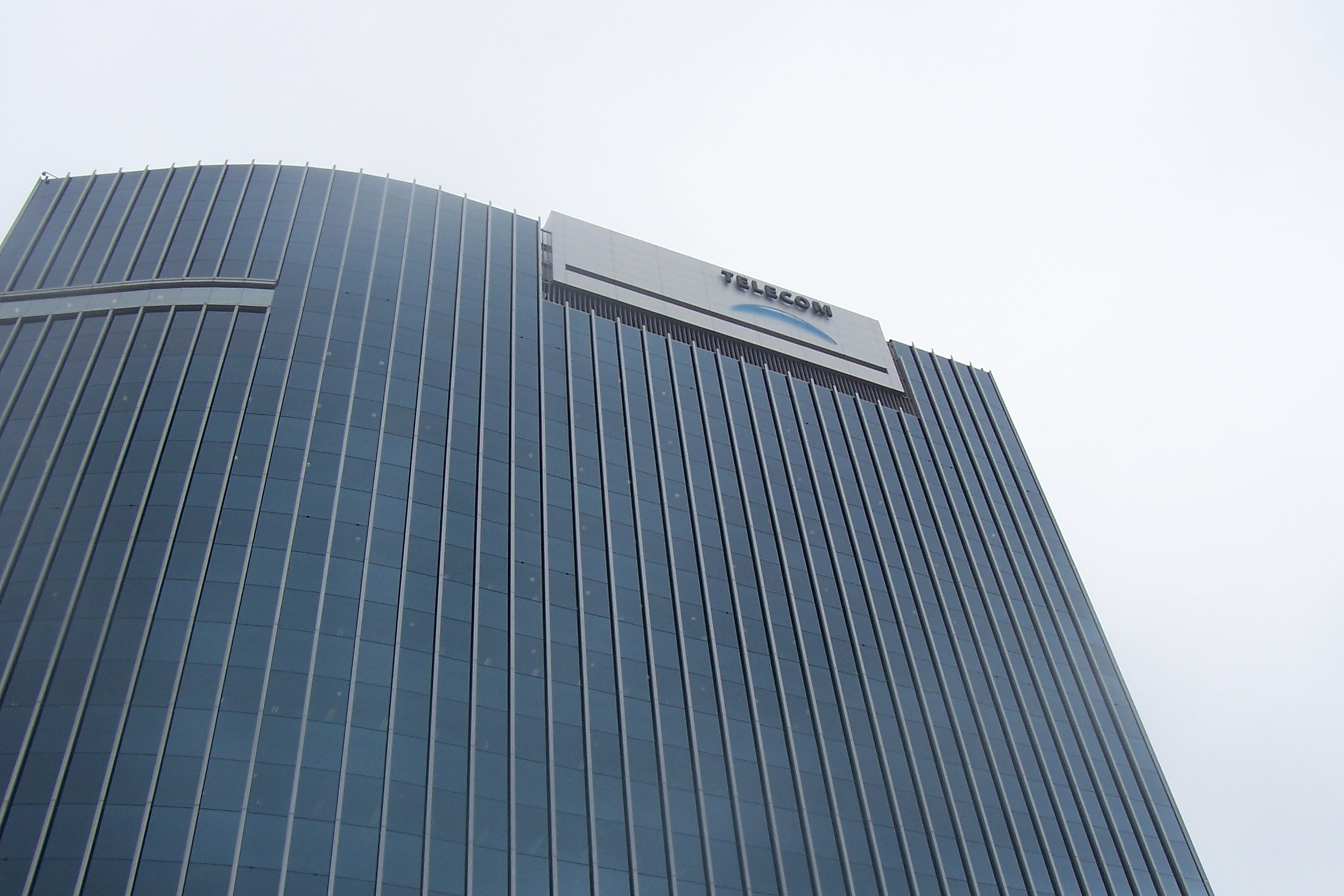
Sede em Puerto Madero.

Telecom Argentina é uma companhia de telecomunicações argentina, sediada em Buenos Aires. Subsidiaria do Grupo Werthein.

## História
A companhia foi estabelecida em 1990 através de privatizações neste período na argentina.